# Береговое (Рязанская область)
Береговое — село в Путятинском районе Рязанской области. Административный центр Береговского сельского поселения.

## Географическое положение
Село расположено в 19 км на запад от райцентра села Путятино.

## История
В XIX — начале XX века деревня Самодуровка входила в состав Песочинской волости Сапожковского уезда Рязанской губернии. В 1906 году в деревне было 82 двора.
С 1929 года деревня являлась центром Самодуровского сельсовета Шиловского района Рязанского округа Московской области, с 1935 года — в составе Путятинского района, с 1937 года — в составе Рязанской области, с 1963 года — в составе Летниковского сельсовета Шиловского района, с 1977 года — центр Береговского сельсовета в составе Путятинского района, с 2005 года — центр Береговского сельского поселения.
В 1966 г. указом президиума ВС РСФСР село Самодуровка переименовано в Береговое.

## Население
| 1859 | 1906 | 2010 |
| ---- | ---- | ---- |
| 498  | ↗558 | ↘308 |

## Инфраструктура
В селе имеются Береговская основная общеобразовательная школа, фельдшерско-акушерский пункт, отделение почтовой связи.